# 廖泽龙
廖泽龙（1953年—），四川隆昌人，汉族，中华人民共和国政治人物、第十一届全国人民代表大会云南地区代表。
毕业于云南大学中国经济与企业管理专业，是中共党员。担任云南电网公司总经理。2008年起担任全国人大代表。